# Schachklub Biel
Der Schachklub Biel (SK Biel) ist (neben der Schachgesellschaft Biel und den Schachfreunden Mett-Madretsch) einer von drei derzeit existierenden Schachklubs in Biel im Kanton Bern. Er ist Mitglied (Sektion genannt) im Schweizerischen Schachbund (SSB).

## Charakteristik
Beim SK Biel handelt es sich um einen traditionellen Schachklub, wie es in der Schweiz gegenwärtig rund 240 Schachvereine mit rund 6000 lizenzierten Schachspielern gibt, die dem SSB angeschlossen sind.
Der Schachklub Biel hat (mit Stand 2023) 55, fast ausnahmslos männliche Mitglieder. Die wichtigsten Turniere sind die Klubmeisterschaft und das Klub-Open. Mehrere Mannschaften spielen an den schweizerischen Mannschaftsmeisterschaften in regionalen Ligen. Der Schachklub legte immer und legt weiterhin Wert darauf, seine eigenen Mitglieder einzusetzen und nicht illustre auswärtige Spieler zur Verstärkung beizuziehen. Verschiedene andere Turniere wie das Chlauser Blitzturnier, das Bärzelistag-Blitzturnier und der Grand Prix (Rapid-Turnier) haben eine jahrelange Tradition. Der Verein führt auch regelmässig Schachkurse für Anfänger und Wiedereinsteiger durch und geht an die Schulen und wirbt für den Schachsport. Zur Pflege der Kameradschaft werden zudem regelmässig gesellige Anlässe durchgeführt.
Die Bieler Schachmeisterschaft wird seit einigen Jahren durch den Schachklub Biel organisiert. Durch das Internationale Schachfestival ISB (s. u.), das seit über einem halben Jahrhundert in Biel stattfindet, ist Biel eine weltweit bekannte Schachhochburg.
1976 und 1985 wurde in Biel das Interzonenturnier, also die Ausscheidung zur Weltmeisterschaft, durchgeführt. Zweimal war der Schachklub Biel auch Organisator des Bundesturniers.

## ISB
Biel ist auch seit 1968 der Austragungsort des Internationalen Schachfestivals Biel (Biel International Chess Festival), bei dem regelmässig auch Spitzenspieler der absoluten Weltklasse anwesend sind. Dabei handelt es sich um ein jährlich stattfindendes Schachturnier, das aus zwei Events besteht, dem Grandmaster Tournament, das im Round-Robin-System ausgetragen wird, und dem Master Open Tournament, das im Schweizer System ausgetragen wird.

## Geschichte des Vereins
Gegründet wurde der Klub am 15. November 1916, mitten in der Zeit des Ersten Weltkriegs, von 18 französischsprechenden Schachspielern, zunächst unter dem Namen «Club d’échècs de la Maison du Peuple», weil sich die Spielstätte im Volkshaus befand. Er wechselte später im Geiste der Förderung des Arbeitersports auf den Namen ASK Biel (Arbeiter-Schach-Klub).
1949 wechselte das Vereinslokal trotz vereinzelter Proteste («man dürfe dort nicht fluchen und es gebe keinen Alkohol») vom Volkshaus ins Gebäude des Blauen Kreuzes.
Zu Anfang der 1950er-Jahre begann die «Ära Brugger»: Zusammen mit anderen Schachbegeisterten prägte Max Brugger den Verein während drei Jahrzehnten. Der Schachklub Biel wurde zu einem der grössten Schachklubs im Dachverband, der sich damals noch «Schweizerischer Arbeiter-Schachbund» nannte.
In den 1990er-Jahren wechselte das Spiellokal in das Restaurant des Alterswohnheims Büttenberg in Biel Mett. Von 2000 bis 2015 war Rolf Neeser Präsident des Klubs. In dieser Zeit konnte der Schachklub seinen Mitgliederbestand zwischen 50 und 60 Mitgliedern stabil halten, was im Vergleich zu vielen anderen Schweizer Schachvereinen keineswegs selbstverständlich ist.
Im Verlauf der langjährigen Vereinsgeschichte veränderte sich die Zusammensetzung der Herkunft der Mitglieder des Arbeiter-Schach-Klubs Biel fortlaufend, und schon bald hatte sich die Wirklichkeit des Vereinslebens von den ursprünglichen Idealen und seiner Ausrichtung auf die Arbeiterschaft deutlich entfernt. Die Änderung auf den jetzigen neutralen Namen fand allerdings erst statt durch einen entsprechenden Generalversammlungsbeschluss vom 27. Januar 1996.
Im Mai 2022 wechselte das Spiellokal abermals, da es im Restaurant Büttenberg zu eng wurde, nun trifft sich der Verein regelmässig im Hotel-Restaurant Jura in der Nachbargemeinde Brügg.